# Dry Falls

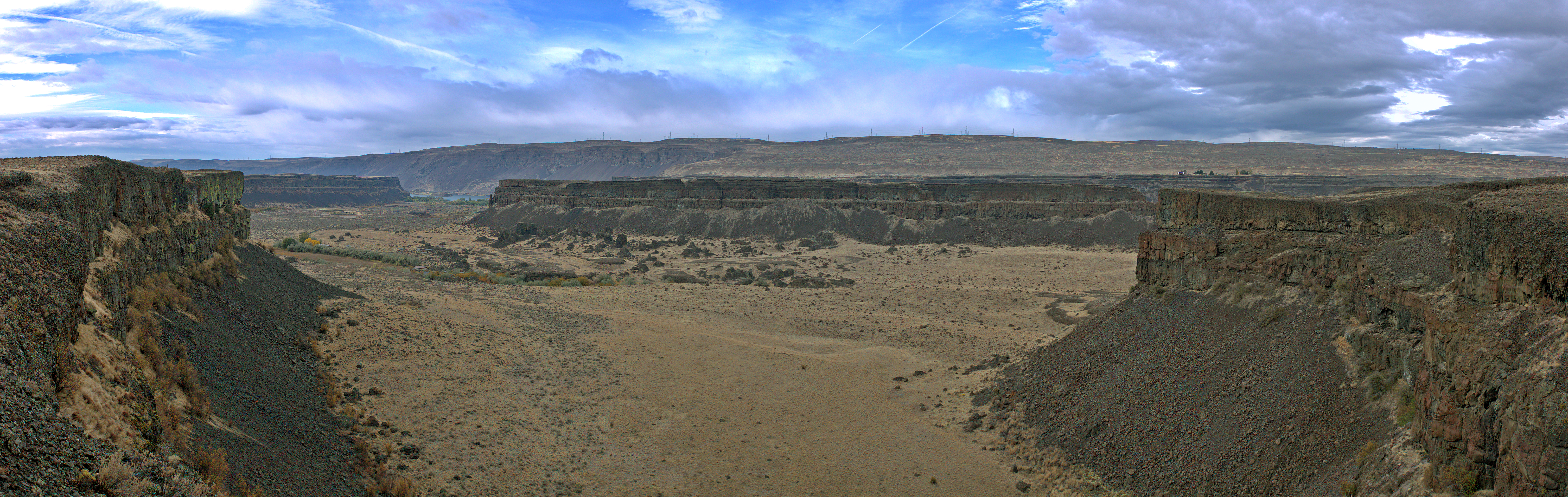

Dry Falls (Suché vodopády) je skalní útvar v údolí řeky Columbia v americkém státě Washington. Skalní stěna je dlouhá 5,6 km a dosahuje maximální výšky 121 m. Předpokládá se, že vznikla před zhruba 15 000 lety, kdy se v důsledku tání na konci poslední doby ledové tudy hrnula voda z někdejšího jezera Missoula do řeky Columbia. Šlo o největší dosud známé vodopády na Zemi: geologové odhadují, že jimi protékalo sedmnáct krychlových kilometrů vody za hodinu, tedy desetkrát více, než je celkový průtok všech současných světových řek. Lokalita je součástí rezervace Sun Lakes-Dry Falls State Park.